# Seznam hvězd v souhvězdí Velké medvědice
Toto je seznam významných hvězd v souhvězdí Velké medvědice, seřazených sestupně podle jejich svítivosti.